# اچ‌ام‌اس ویکتوریوس (اس۲۹)
اچ‌ام‌اس ویکتوریوس (اس۲۹) (به انگلیسی: HMS Victorious (S29)) یک زیردریایی بود که طول آن ۱۴۹٫۹ متر (۴۹۱ فوت ۱۰ اینچ) بود. این زیردریایی در سال ۱۹۹۳ ساخته شد.